# Chiesa di San Donato (Barolo)
La chiesa di San Donato  è la parrocchiale di Barolo  nella provincia di Cuneo in Piemonte. Appartiene alla diocesi di Alba e risale al XV secolo.